# 499 pr. n. št.
Stoletja: 6. stoletje pr. n. št. - 5. stoletje pr. n. št. - 4. stoletje pr. n. št.
Desetletja: 540. pr. n. št. 530. pr. n. št. 520. pr. n. št. 510. pr. n. št. 500. pr. n. št. - 490. pr. n. št. - 480. pr. n. št. 470. pr. n. št. 460. pr. n. št. 450. pr. n. št. 440. pr. n. št.
Leta: 499 pr. n. št. - 498 pr. n. št. 497 pr. n. št. 496 pr. n. št. 495 pr. n. št. 494 pr. n. št.

## Dogodki
- Perzijci zadušijo upor grških kolonij v Joniji.